# Yeleen
Yeleen est un groupe de hip-hop burkinabè. Le groupe, ayant émergé sur la scène musicale en octobre 2000, se composait de Smarty (chanteur-rappeur originaire du Burkina Faso) et de Manwdoé (originaire du Tchad). Le groupe se sépare en 2011, les deux membres décidant de jouer en solo.

## Biographie
Yeleen signifie « lumière » en bambara. À l'occasion de la sortie de la compilation Yalad, la première dans la catégorie hip-hop au Burkina Faso, Smarty et Mawndoé Célestin s'associent sur le titre Le Sentier de la tragédie. Smarty explique que « ce titre a eu tellement de succès qu'on était invité partout pour le jouer. » À cette période, le duo décide de former Yeleen en octobre 2000. L'année suivante, en décembre 2001, ils publient leur premier album studio, Juste 1 peu 2 lumière. Nommés aux Kora All African Music Awards en 2002, ils commencent à tourner à partir de 2003 sur les scènes africaines et européennes (Suisse, Pays-Bas, Belgique). En 2004, ils jouent pour la première fois un concert au Stade Municipal de Ouagadougou devant 20 000 spectateurs.
Le groupe Yeleen est récompensé « meilleur groupe au Kundé d'Or du Hip hop » en 2007 au Burkina Faso. Leur quatrième album, L'Œil de Dieu, est publié en février 2009, et comprend 14 titres, enregistré et mixé en France. Le groupe a par ailleurs réalisé de nombreux featurings tant au Burkina Faso qu'à l'extérieur. Ils ont notamment posé leur voix sur le tube du groupe K-djoba la traite, il était aux côtés d'artistes émergents comme Tim Winsey, Sissao, Yili Nooma pour ne citer que ceux-là.
Rédemption, le dernier opus du groupe, est sorti le 15 novembre 2010 sous le label Kibaré. Après dix ans d'existence, Smarty et Mawndoé Célestin décident de dissoudre le groupe.
Les membres du groupe s'occupent aussi de leurs propres albums. Smarty sort son album Afrikan kouleurs en novembre 2012. Mawndoé Célestin sort, quant à lui, un album solo, Daari, en décembre 2011, puis un deuxième album, Doumpah, en 2013, et le troisième album Ky Dance en 2014. En 2013, Smarty est récompensé du Prix découvertes RFI 2013,.

## Discographie

### Autres
- Sentier de la tragédie (compilation)
- Parlons d'amour feat. Pris'K (EP)